# Palazzetto Bru Zane - Centre de musique romantique française

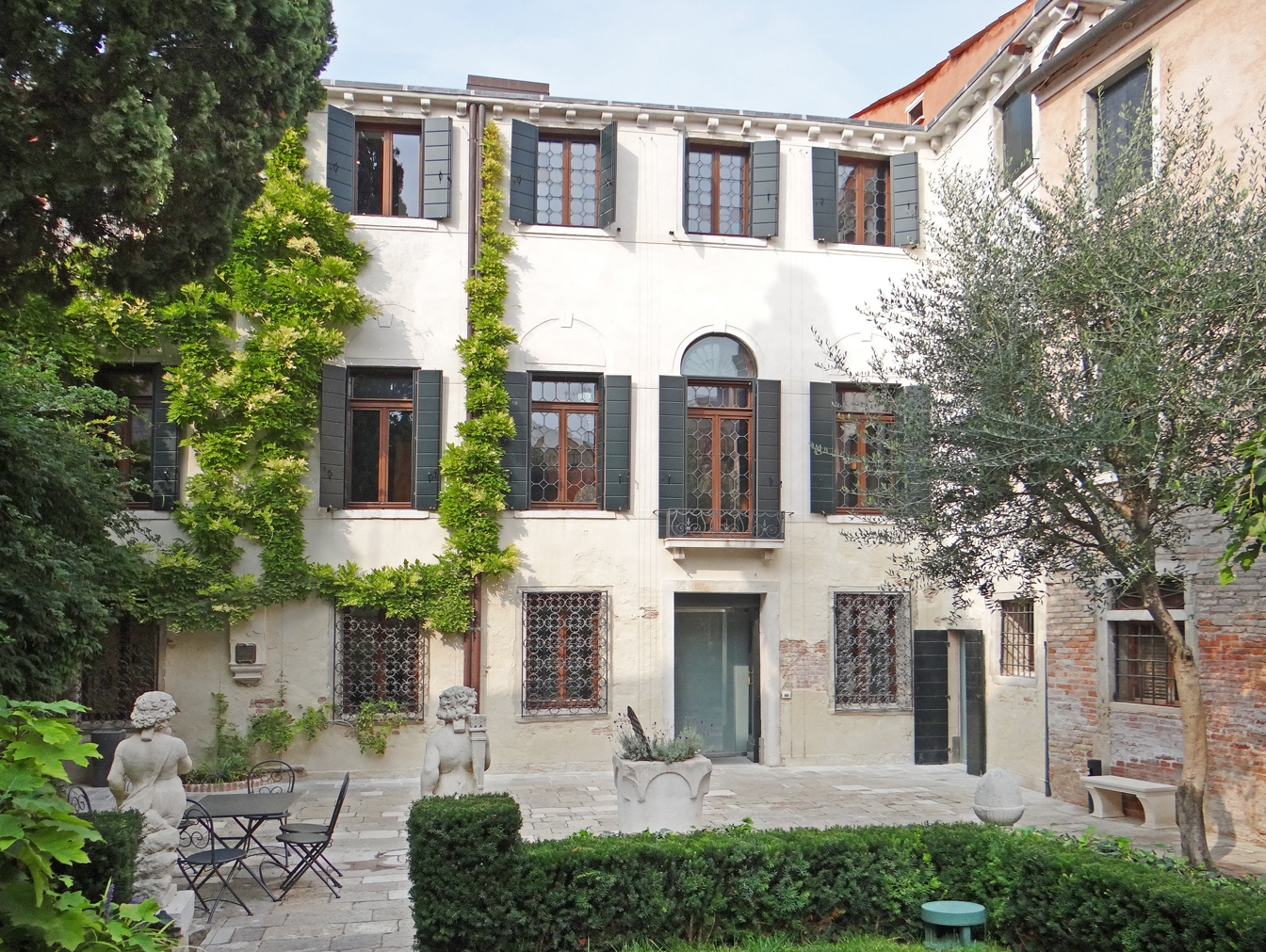
Jardin et entrée du palazzetto Bru Zane.

Le Palazzetto Bru Zane - Centre de musique romantique française est un organisme visant à diffuser la musique romantique française, inauguré à Venise le 3 octobre 2009.
Sa mission est similaire à celle du Centre de musique baroque de Versailles : faire redécouvrir des œuvres méconnues et des compositeurs oubliés.
Il est situé dans le quartier San Polo à Venise, dans l'ancien Casino Zane, un palais du XVIIe siècle restauré à cette fin par la fondation Bru (en), notamment avec les conseils d'Hervé Niquet.
Il contient une salle de concert de 100 places.
Le centre organise des concerts, des colloques et conférences. Il publie des partitions, des livres sur la musique et des disques.
Étienne Jardin en est le responsable scientifique des publications et des colloques. 

## Publication
- Le palazzetto Bru Zane : histoire et renaissance, Venise, Fondation Bru, 2009, 96 p. (BNF 42130192, SUDOC 197281125).